# Список глав государств в 648 году
Список глав государств в 647 году — 648 год — Список глав государств в 649 году — Список глав государств по годам

## Америка
- Баакульское царство — К’инич Ханааб Пакаль, царь (615 — 683)
- Бонампак — Винакхаб Ток’, божественный царь (ок. 643 — ок. 648)
- Канульское царство — Йукно’м Ч’еен II, священный владыка  (636 — 686)
- Дос-Пилас — Б'алах Чан К'авиль, царь  (629 — 692)
- Караколь — Кан II, царь  (618 — 658)
- Шукууп (Копан) — К’ак'-Ути-Виц'-К’авиль, царь (628 — 695)
- Яшчилан (Пачан) — Яшун-Балам III, божественный царь (628 — 681)

## Азия
- Абхазия (Абазгия) — Дмитрий I, князь (ок. 640 — ок. 660)
- Грузия — 
  - Картли — Стефаноз II, эрисмтавар (637 — 650)
  - Кахетия — Стефаноз I, князь[англ.] (637 — 650)
  - Тао-Кларджети — Гурам II, князь (619 — 678)
- Дханьявади — 
  - Тюрия Вимала, царь[англ.] (640 — 648)
  - Тюрия Рену, царь[англ.] (648 — 670)
- Западно-тюркский каганат — 
  - Ирбис-Шегуй хан, каган (642 — 650)
  - Юкук Ирбис-Дулу хан, каган (639 — 653)
- Индия — 
  - Бадами (Западные Чалукья) — 
    - Чандрадитья, махараджа (642 — 648)
    - Адитьяварман, махараджа (648 — 654)

  - Венги (Восточные Чалукья) — Дхарашрая Джаясимха I Сарвасидхи, махараджа (641 — 673)
  - Западные Ганги — Шривикрама, махараджа (629 — 654)
  - Кашмир — Дурлабхавардхана, махараджа[нем.] (ок. 625 — ок. 661)
  - Маитрака — Дхарасена IV, махараджа[англ.] (ок. 644 — ок. 651)
  - Паллавы (Анандадеша) — Махамалла Нарасимхаварман I, махараджа (630 — 668)
  - Пандья — Янтаварман, раджа (640 — 670)
  - Хагда — Ятахагда, царь[англ.] (640 — 658)
- Камарупа — Бхаскарварман, царь (600 — 650)
- Китай (Династия Тан) — Тай-цзун (Ли Шиминь), император (626 — 649)
- Корея (Период Трех государств):
  - Когурё — Поджан, тхэван (642 — 668)
  - Пэкче — Ыйджа, король (641 — 660)
  - Силла — Чиндок, йован (647 — 654)
- Паган — Шве Онтхи, король[англ.] (640 — 652)
- Персия (Сасаниды) — Йездигерд III, шахиншах (631 — 651)
- Праведный халифат — Усман ибн Аффан, праведный халиф (644 — 656)
- Раджарата (Анурадхапура) — Датопа Тисса I, король (640 — 652)
- Тарума — Линггаварман, царь (628 — 650)
- Тибет — Сонгцэн Гампо, царь (617 — 650)
- Тогон — Муюн Нохэбо, правитель (635 — 663)
- Тямпа — Бхадресвараварман, князь (ок. 645 — ок. 653)
- Ченла — Бхававарман II, раджа (628 — 657)
- Япония — Котоку, император (645 — 654)

## Европа
- Англия — Пенда, бретвальда (633 — 655)
  - Восточная Англия — Анна, король (636 - 654)
  - Думнония — Петрок Треснутое Копьё, король (633 — 658)
  - Кент — Эрконберт, король (640 — 664)
  - Мерсия — Пенда, король (626 — 655)
  - Нортумбрия — 
    - Берниция — Освиу, король (642 - 655)
    - Дейра — Освин, король (644 - 651)

  - Уэссекс — 
    - Пенда, король (645 — 648)
    - Кенвал, король (643 — 645, 648 — 674)

  - Эссекс — Сигеберт I, король (623 — 653)
  - Южный Регед — Тегид ап Гвайд, король (613 — 654)
- Арморика — Саломон II, король (612 — 658)
- Великая Булгария — Кубрат, хан (632 — 665)
- Вестготское королевство — Хиндасвинт, король (642 — 653)
- Византийская империя — Констант II, император (641 — 668)
  - Африканский экзархат — Геннадий (II), экзарх (647 — 665)
  - Равеннский экзархат — Платон, экзарх (645 — 649)
- Домнония — Хэлог, король (640 — 667)
- Ирландия — 
  - Келлах мак Маэл Кобо, верховный король (642 —  658)
  - Коналл Каэл мак Маэл Кобо, верховный король (642 —  654)
  - Айлех — Крандмаэль мак Суибне, король (636 — 660)
  - Коннахт — Рагаллах, король (ок. 622 — 649)
  - Лейнстер — Крундмаэл, король (640 — 656)
  - Мунстер — Маэнах, король (641 — 662)
  - Ольстер — Блатмак мак Маел Кобо, король (647 — 670)
- Лангобардское королевство — Ротари, король (636 — 652)
  - Беневенто — Радоальд, герцог (646 — 651)
  - Сполето — Теоделап, герцог (602 — 650)
  - Фриуль — Газульф II, герцог (617 — 651)
- Папский престол — Теодор I, папа римский (642 — 649)
- Сербия — Свевлад, жупан (? — ок. 660)
- Само государство — Само, князь (623 — 658)
- Уэльс —
  - Брихейниог — Риваллон ап Идваллон, король (620 — 650)
  - Гвинед — Кадавайл ап Кинведу, король (634 — 655)
  - Дивед — Ноуи Старый, король (615 — 650)
  - Поуис — Мануган ап Селив, король (642 — 650)
- Франкское королевство — 
  - Австразия — 
    - Сигиберт III, король (639 — 656)
    - Гримоальд Старший, майордом (642/643 - 656)

  - Бургундия — 
    - Хлодвиг II, король (639 — 657)
    - Радоберт, майордом (642 — 662)

  - Нейстрия — 
    - Хлодвиг II, король (639 — 657)
    - Эрхиноальд, майордом (641 — 658)

  - Бавария — Теодон I, герцог (640 — ок. 680)
  - Васкония — Амандо, герцог (638 — ок. 660)
  - Тюрингия — Хеден I Старший, герцог (ок. 642 — ок. 687)
- Фризия — Альдгисл I, король (? - 680)
- Швеция — Ингьяльд Коварный, король (ок. 640 - 655)
- Шотландия —
  - Дал Риада — Ферхар I, король (642 — 650)
  - Пикты — Талорк III, король (641 — 653)
  - Стратклайд (Альт Клуит) — Гурет ап Бели, король (645 — 658)

Тай-цзун 626-649 Император Китая
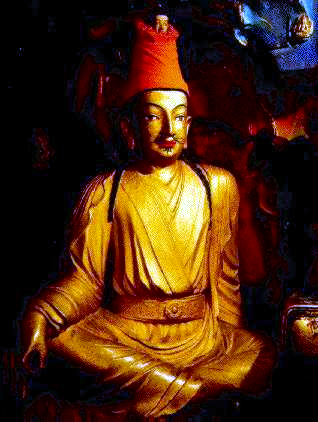
Сонгцэн Гампо 617-650 Царь Тибета
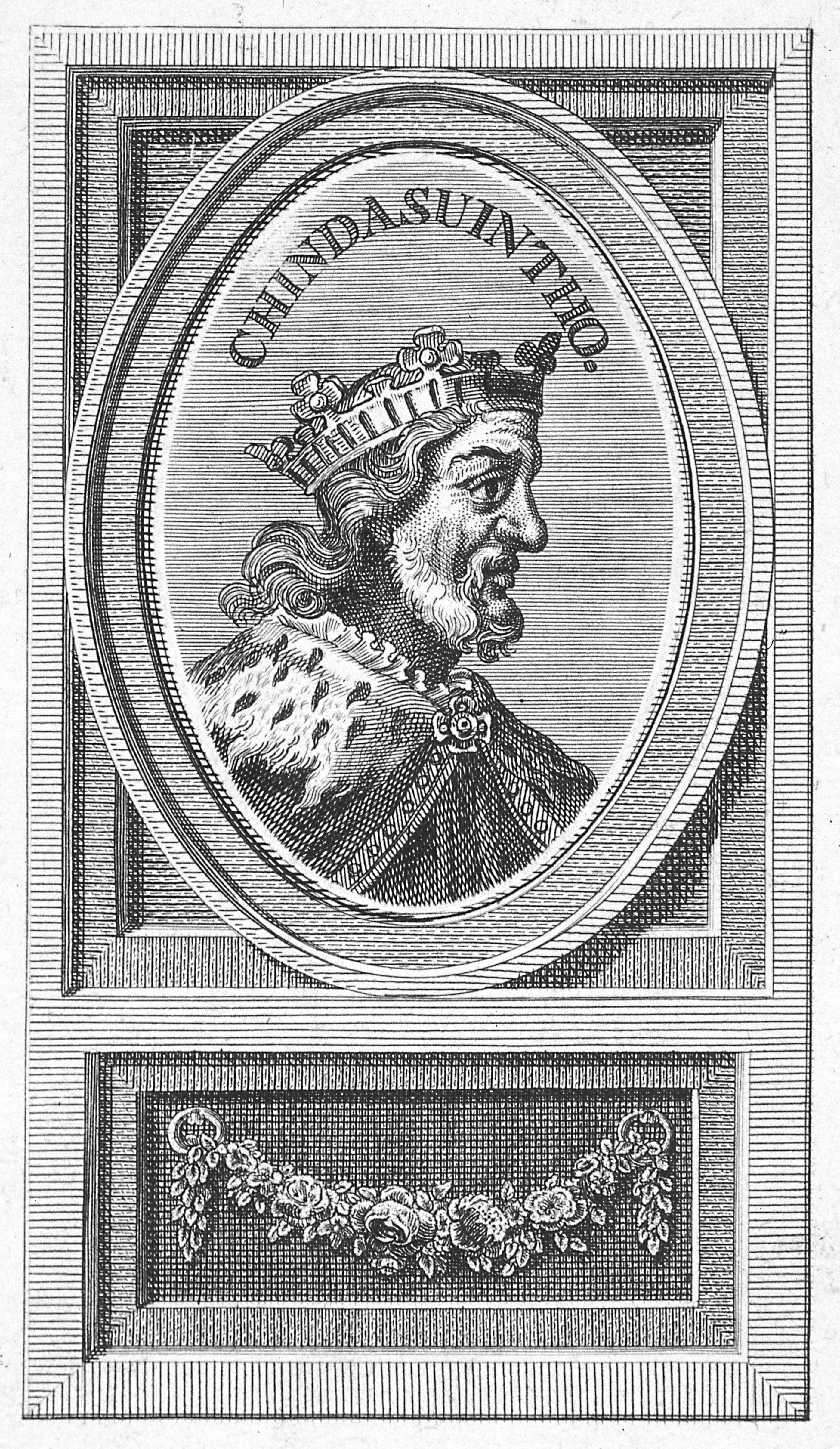
Хиндасвинт 642-653 Король вестготов
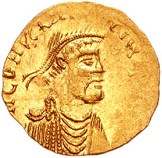
Констант II 641-668 Император Византии
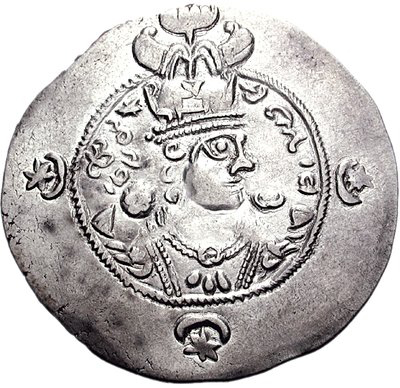
Йездигерд III 632-651 Шахиншах Персии
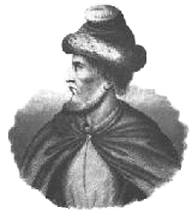
Само 623-658 Правитель государства Само
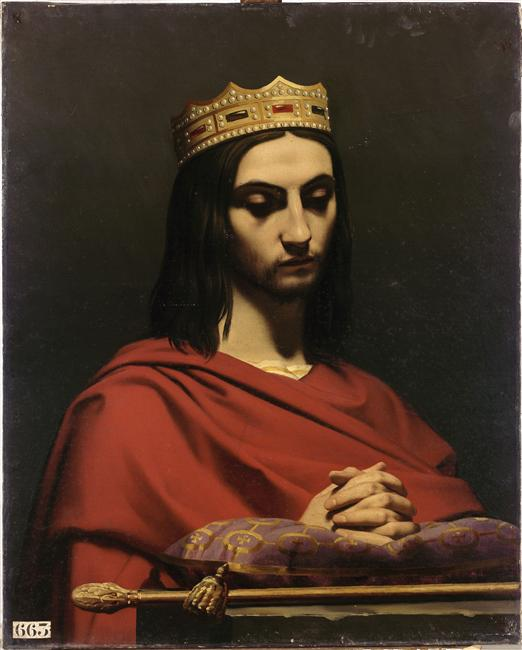
Хлодвиг II 639-657 Король Нейстрии и Бургундии
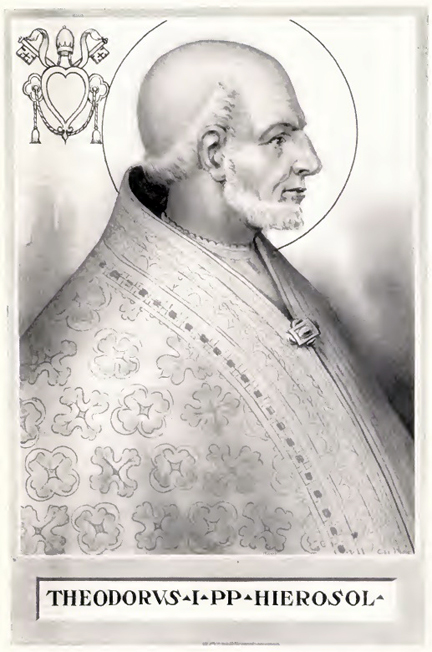
Теодор I 642-649 Папа римский